# István Szimcsák
István Szimcsák (Budapest, 22 luglio 1933 – Budapest, 27 luglio 2003) è stato un calciatore ungherese, di ruolo centrocampista.

## Carriera

### Club
Ha sempre giocato nel campionato ungherese.

### Nazionale
Ha collezionato 6 presenze con la maglia della Nazionale

## Palmarès

### Club

#### Competizioni nazionali
- Campionato ungherese: 1

MTK Budapest: 1957-1958

#### Competizioni internazionali
- Coppa Mitropa: 1

MTK Budapest: 1963